# عملية حوض السمك
عملية حوض السمك هي سلسلةً من التجارب النووية عالية الارتفاع في عام 1962، والتي نُفذت بواسطة الولايات المتحدة باعتبارها جزءًا من برنامج عملية دومينيك الأكبر للتجارب النووية. صُممت مركبات التجارب الطائرة وصُنعت بواسطة شركة أفكو.

## مقدمة
خُطط في البداية إتمام التجارب النووية بعملية حوض السمك خلال النصف الأول من عام 1962 مع ثلاثة تجارب باسم بلوجيل، وستارفيش، وأوراكا.
أُجلت المحاولة الأولى حتى شهر يونيو. بدأ التخطيط لعملية حوض السمك، بالإضافة إلى العديد من التجارب النووية الأخرى في المنطقة، بسرعة في استجابة إلى الإعلان المفاجئ للاتحاد السوفيتي في 30 أغسطس 1961، بأنه سينهي وقف نشاط التجارب النووية الذي كان مُقررًا لمدة ثلاث سنوات. استلزم التخطيط السريع لهذه العمليات شديدة التعقيد العديد من التغييرات التي وقعت مع تقدم المشروع.
أُطلقت جميع التجارب على متن صواريخ من جزيرة جونستون بالمحيط الهادي شمال خط الاستواء. اُختيرت جزيرة جونستون بالفعل لتكون موقع إطلاق خاص بالولايات المتحدة للتجارب النووية عالية الارتفاع، بدلًا من المواقع الأخرى بمراكز اختبار المحيط الهادي. وفي عام 1958، عارض لويس ستراوس، الذي كان رئيسًا لهيئة الطاقة الذرية الأمريكية آنذاك، إجراء أي تجارب عالية الارتفاع في المواقع التي قد استُخدمت من قبل في التجارب النووية المبكرة بالمحيط الهادي. كانت اعتراضه بسبب مخاوفه من الوميض الناتج عن الانفجارات الليلية عالية الارتفاع الذي يمكن أن يخطف أبصار المدنيين المقيمين بالجزر المجاورة لموقع التجربة. كانت جزيرة جونستون موقعًا بعيدًا، إذ كانت تبعد عن المناطق المأهولة بالسكان بمسافة أكبر عن مواقع التجارب الأخرى. ولحماية المقيمين بجزر الهاواي من عمى وميض هذه الانفجارات، أو من الإصابات الدائمة بالشبكية، أُطلقت صواريخ عملية حوض السمك النووية باتجاه الجنوب الغربي من جزيرة جونستون حتى تقع الانفجارات بعيدًا عن هاواي.
خُطط أن تكون أوراكا تجربةً لقنبلة بقوة 1 ميغا طن عند على ارتفاع كبير للغاية (أعلى من 1000 كيلومتر). كانت تجربة أوراكا مثيرةً للجدل بشكل مستمر، خاصةً بعد التلفيات التي سببها تفجير ستارفيش برايم إلى الأقمار الاصطناعية. أُلغيت تجربة أوراكا في النهاية، ووُضعت خطة شاملة لإعادة تقييم عملية حوض السمك خلال فترة توقف العمليات لمدة 82 يومًا بعد كارثة بلوجيل برايم التي وقعت يوم 25 يوليو 1962.
أُضيفت تجربة أخرى باسم كينغ فيش خلال المراحل الأولى من التخطيط لعملية حوض السمك. أُضيفت أيضًا تجربتين بقوة ضعيفة خلال المشروع، وهما تشيك ميت وتايت روب، وبهذا وصل العدد النهائي للتجارب في عملية حوض السمك إلى خمس تجارب.

## الاتجاهات البحثية
أكملت الولايات المتحدة ست تجارب نووية عالية الارتفاع في عام 1958، ولكن أثارت هذه التجارب عددًا من التساؤلات آنذاك. وطبقًا لتقرير إيه دي إيه 955694 للحكومة الأمريكية حول أول تجربة ناجحة ضمن سلسلة حوض السمك، «نُفذت التجارب النووية السابقة عالية الارتفاع، وهي: تيك، وأورانج، وياكا، بالإضافة إلى تجارب عملية أرغوس الثلاثة، باستخدام أجهزة رديئة وعلى عجالة. وبالرغم من الدراسات الشاملة التي أُجريت على كمية ضئيلة من البيانات؛ تعتبر النماذج الخاصة بهذه التجارب سطحيةً وتمهيديةً. وكانت هذه النماذج غير مؤكدة بشكل كبير لدرجة تحول دون السماح بإجراء تجارب عالية القوة والارتفاع بطريقة موثوقة. وبالتالي، كانت هناك حاجة ملحة لإجراء تجارب أخرى تغطي مجموعةً واسعةً من الارتفاعات وقوى التفجير».
كان هناك ثلاث ظاهرات محددة بحاجة إلى المزيد من التحقيق:
1. الاختلافات الواضحة بين النبضة الكهرومغناطيسية المُولدة بسبب انفجار نووي عالي الارتفاع مقارنةً بالنبضة الكهرومغناطيسية الناتجة عن الانفجارات النووية القريبة من السطح.
2. لم يكن الشفق المرتبط بالانفجارات النووية عالية الارتفاع مفهومًا بشكل واضح، خاصةً الشفق الذي يظهر بشكل لحظي تقريبًا بعيدًا عن موقع التجربة في نصف الكرة المعاكس من الأرض. وكانت طبيعة الأحزمة الإشعاعية المحتملة، والتي تولدت في البداية على طول خطوط المجال المغناطيسي التي تربط بين المناطق التي يظهر بها الشفق، غير مفهومة أيضًا.
3. كانت هناك حاجة أيضًا لتفسير ظاهرة انقطاع الاتصالات الراديوية بطريقة أكثر تفصيلًا؛ إذ إن هذه المعلومات ستكون ذات أهمية كبيرة للعمليات العسكرية خلال فترات وقوع هذه الانفجارات النووية المحتملة.

راقب عدد كبير من المحطات السطحية، والمحطات الموجودة على متن الطائرات، تجارب حوض السمك في نطاق واسع حول هذه الانفجارات المُخطط لها، وفي منطقة جزر ساموا أيضًا بنصف الكرة الجنوبي، والتي كانت معروفةً في هذه التجارب باسم المنطقة المترافقة الجنوبية. توجد جزيرة جونستون، بالإضافة إلى كل مواقع التفجيرات النووية المخطط لها ضمن عملية حوض السمك، في نصف الكرة الشمالي. عرف العلماء أن التجارب النووية عالية الارتفاع تولد ظواهر جيوفيزيائيةً فريدةً في الطرف المعاكس من خط المجال المغناطيسي للأرض، وذلك من خلال التجارب السابقة عالية الارتفاع، بالإضافة إلى العمل النظري الذي أُجري في أواخر خمسينيات القرن العشرين.
وطبقًا للمرجع الأساسي الخاص بوزارة الدفاع الأمريكية لآثار الأسلحة النووية، «دخلت الجسيمات المشحونة، الناتجة عن التجارب عالية الارتفاع التي نُفذت في نطاق جزيرة جونستون خلال عامي 1958 و1962، في الغلاف الجوي للأرض عند نصف الكرة الشمالي بين جزيرة جونستون وجزر الهاواي الرئيسية، بينما كانت تقع المنطقة المترافقة عند نطاق جزر ساموا، وفيجي، وتونغا. ورُصد ظهور الشفق بالفعل عند هذه الجزر، بالإضافة إلى ظهوره أيضًا في مناطق الانفجارات النووية».
تنطلق جسيمات بيتا المشحونة، بشحنة كهربائية سالبة عادةً، من الانفجارات النووية. وتنتقل هذه الجسيمات في مسار حلزوني على طول خطوط المجال المغناطيسي للأرض. تُطلق الانفجارات النووية أيضًا أيونات حطاميةً أثقل، والتي تحمل أيضًا شحنات كهربائيةً، وتنتقل أيضًا في مسارات حلزونية على طول خطوط المجال المغناطيسي للأرض.
تشكل خطوط المجال المغناطيسي للأرض قوسًا عاليًا فوقها حتى تصل إلى المنطقة المترافقة المغناطيسية عند نصف الكرة المعاكس للأرض.
وطبقًا لمرجع وزارة الدفاع الأمريكية لآثار الأسلحة النووية، «يظهر شفق جسيمات بيتا عند نصف الكرة البعيد عن الانفجار (الجنوبي) خلال أجزاء من الثانية بعد ظهوره بنصف الكرة الآخر حيث وقع الانفجار؛ بسبب السرعات العالية لجسيمات بيتا. ولكن تنتقل الأيونات الحطامية بسرعة أبطأ، ولهذا يظهر الشفق الناتج عنها، إذا تكوَّن أصلًا، في نصف الكرة الأرضي البعيد عن الانفجار في وقت متأخر نوعًا ما. يعتبر الشفق الناتج عن جسيمات بيتا أكثر شدةً بشكل عام على ارتفاع يتراوح بين 30 إلى 60 ميلًا، بينما تصل شدة الشفق الناتج عن الأيونات الحطامية إلى ذروتها على ارتفاع 60 إلى 125 ميلًا. يمكن أن يحدث شفق المناطق المترافقة البعيدة عندما يكون الانفجار على ارتفاع يتخطى 25 ميلًا، بينما يظهر شفق الأيونات الحطامية فقط عندما يكون الانفجار على ارتفاع يزيد عن 200 ميل».
تسبب بعض الجسيمات المشحونة المنتقلة على طول خطوط المجال المغناطيسي للأرض شفقًا مع ظواهر جيوفيزيائية أخرى في المناطق المترافقة. تنعكس الجسيمات المشحونة الأخرى لترتد على طول خطوط المجال المغناطيسي، حيث تظل هناك على فترات طويلة، تصل إلى عدة أشهر أو أكثر، مكونةً ما يُعرف بالأحزمة الإشعاعية الاصطناعية.
طبقًا لوثيقة تخطيط عملية حوض السمك بتاريخ نوفمبر 1961، «فُرض على العلماء إجراء التجربة في الليل عندما تكون ظروف التصوير الشفقي مثاليةً؛ نظرًا لإمكانية الحصول على الكثير من البيانات الهامة من عمليات التصوير المفصولة زمنيًا وطيفيًا». وتمامًا مثل جميع التجارب النووية الأمريكية عالية الارتفاع بالمحيط الهادي، نُفذت جميع تجارب عملية حوض السمك في الليل. وكان هذا معاكسًا للتجارب النووية الخاصة بالمشروع السوفيتي «كيه»، والتي أُجريت فوق منطقة برية مأهولة بالسكان في وسط كازاخستان، وبالتالي اضطر العلماء السوفييت إلى تنفيذ هذه التجارب النووية في فترات النهار لتجنب الضرر الواقع على أعين السكان نتيجةً للوميض شديد السطوع الناتج عن الانفجارات النووية عالية الارتفاع (كما ذُكر في مقدمة هذه المقالة).